# Saint-Benoist-sur-Vanne
Saint-Benoist-sur-Vanne è un comune francese di 238 abitanti situato nel dipartimento dell'Aube nella regione del Grand Est.

## Società

### Evoluzione demografica
Abitanti censiti